# Значко-Яворский, Андрей Петрович
Андре́й Петро́вич Зна́чко-Яво́рский (5 июля 1844, Херсон — 24 мая 1904, Киев, Российская империя) — генерал-лейтенант кавалерии, участник русско-турецкой войны 1877—1878 годов.

## Биография
Андрей Петрович Значко-Яворский родился 5 июля 1844 года в Херсоне, Украина. Родители Петр Аполлонович и Анна Николаевна (в девичестве Банова). Восприемниками были вдова подполковника Александра Власьевна Банова и артиллерии прапорщик Аполлон Николаевич Банов. Образование получил в Николаевском кавалерийском училище. После окончания училища Андрей Петрович Значко-Яворский 25 марта 1864 года приступил к службе в императорской армии. Православный, жена Аделаида Николаевна, трое детей — Людмила, Борис и Владимир (1876.04.13-1898.12.12 похоронен на Елисаветградском гарнизонном кладбище, умер от тифа)
29 марта 1866 года Андрей Петрович Значко-Яворский произведён в прапорщики, а 17 апреля 1870 года в поручики. Через два года, 16 апреля 1872 года, получил звание штабс-капитана, а уже через три года, 13 апреля 1875 года, звание капитана. 5 февраля 1876 года был произведён в подполковники.
12 августа 1876 года ушёл в отставку и вернулся в ряды императорской армии 12 июня 1877 года в связи с началом русско-турецкой войны 1877—1878 годов. 20 апреля 1878 года получил звание полковника, а 25 апреля 1893 звание генерал-майора. Звание генерал-лейтенанта Андрей Петрович Значко-Яворский получил 30 мая 1900 года.
Во время службы в рядах императорской армии Андрей Петрович Значко-Яворский 10 месяцев был командиром эскадрона и 5 лет и 4 месяца командиром дивизии. До 1885 года служил в 26-м Драгунском Бугском полку. С 16 июля 1885 года по 25 апреля 1893 года был командиром 34-го Драгунского Стародубовского полка, с 25 апреля 1893 года по 28 декабря 1896 года — командиром 2-й бригады 2-й кавалерийской дивизии. 28 декабря 1896 года был назначен командиром 2-й бригады 12-й кавалерийской дивизии. 20 июня 1900 года был уволен в запас, после увольнения проживал в Киеве по адресу улица Большая Подвальная, дом 8.
Умер 24 мая 1904 года в Киеве от паралича сердца, погребен на Аскольдовой могиле в Киеве.

## Награды
- Орден Святого Владимира 4-й степени с мечами и бантом (1878 год);
- Орден святого Станислава 2-й степени с мечами (1879 год);
- Орден Святой Анны 2-й степени с мечами (1879 год);
- Орден Святого Владимира 3-й степени (1887 год);
- Орден Святого Станислава 1-й степени (1897 год).